# 2009-es RoadRunner Turbo Indy 300
A 2009-es RoadRunner Turbo Indy 300 volt a harmadik verseny a 2009-es IndyCar Series szezonban, 2009. április 26-án rendezték meg a futamot az 1.52 mérföldes (2.446 km) Kansas Speedway-en. A versenyt Scott Dixon nyerte meg 134 kört az élen töltve a 200-ból. A bajnokság eddigi éllovasa Dario Franchitti kiesett mert a falnak csapódott, ezzel az összetettben a 3. helyre visszacsúszva. Tony Kanaan a 3. helyével átvette a vezetést az összetettben, őt Ryan Briscoe követi az összetettben aki a futamon 4. helyen ért célba.

## Rajtfelállás
| Rajtsor | Belső ív | Belső ív         | Külső ív | Külső ív          |
| ------- | -------- | ---------------- | -------- | ----------------- |
| 1       | 02       | Graham Rahal     | 06       | Robert Doornbos   |
| 2       | 7        | Danica Patrick   | 9        | Scott Dixon       |
| 3       | 26       | Marco Andretti   | 5        | Mario Moraes      |
| 4       | 6        | Ryan Briscoe     | 11       | Tony Kanaan       |
| 5       | 4        | Dan Wheldon      | 20       | Ed Carpenter      |
| 6       | 67       | Sarah Fisher     | 23       | Milka Duno        |
| 7       | 27       | Hideki Mutoh     | 14       | Vitor Meira       |
| 8       | 2        | Raphael Matos    | 24       | Mike Conway       |
| 9       | 18       | Justin Wilson    | 13       | E.J. Viso         |
| 10      | 98       | Stanton Barrett  | 21       | Ryan Hunter-Reay  |
| 11      | 10       | Dario Franchitti | 3        | Hélio Castroneves |

## Futam
| Pozíció | #  | Pilóta            | Csapat                     | Futott kör | Idő/Kiesés oka         | Rajthely | Vezetett körök száma | Pont |
| ------- | -- | ----------------- | -------------------------- | ---------- | ---------------------- | -------- | -------------------- | ---- |
| 1       | 9  | Scott Dixon       | Chip Ganassi Racing        | 200        | 1:43:21.0035           | 4        | 134                  | 52   |
| 2       | 3  | Hélio Castroneves | Team Penske                | 200        | +0.7104                | 22       | 3                    | 40   |
| 3       | 11 | Tony Kanaan       | Andretti Green Racing      | 200        | +1.5022                | 8        | 0                    | 35   |
| 4       | 6  | Ryan Briscoe      | Team Penske                | 200        | +1.8872                | 7        | 53                   | 32   |
| 5       | 7  | Danica Patrick    | Andretti Green Racing      | 200        | +2.6502                | 3        | 0                    | 30   |
| 6       | 26 | Marco Andretti    | Andretti Green Racing      | 200        | +3.8013                | 5        | 0                    | 28   |
| 7       | 02 | Graham Rahal      | Newman/Haas/Lanigan Racing | 200        | +7.8233                | 1        | 8                    | 27   |
| 8       | 27 | Hideki Mutoh      | Andretti Green Racing      | 200        | +8.5430                | 13       | 0                    | 24   |
| 9       | 20 | Ed Carpenter      | Vision Racing              | 200        | +8.9871                | 10       | 0                    | 22   |
| 10      | 4  | Dan Wheldon       | Panther Racing             | 200        | +9.7681                | 9        | 0                    | 20   |
| 11      | 5  | Mario Moraes      | KV Racing Technology       | 200        | +20.9048               | 6        | 0                    | 19   |
| 12      | 06 | Robert Doornbos   | Newman/Haas/Lanigan Racing | 199        | +1 kör                 | 2        | 2                    | 18   |
| 13      | 67 | Sarah Fisher      | Sarah Fisher Racing        | 199        | +1 kör                 | 11       | 0                    | 17   |
| 14      | 18 | Justin Wilson     | Dale Coyne Racing          | 199        | +1 kör                 | 17       | 0                    | 16   |
| 15      | 21 | Ryan Hunter-Reay  | Vision Racing              | 196        | +4 kör                 | 20       | 0                    | 15   |
| 16      | 23 | Milka Duno        | Dreyer & Reinbold Racing   | 195        | +5 kör                 | 12       | 0                    | 14   |
| 17      | 98 | Stanton Barrett   | Team 3G                    | 181        | +19 kör                | 19       | 0                    | 13   |
| 18      | 10 | Dario Franchitti  | Chip Ganassi Racing        | 151        | Baleset                | 21       | 0                    | 12   |
| 19      | 24 | Mike Conway       | Dreyer & Reinbold Racing   | 109        | Baleset                | 16       | 0                    | 12   |
| 20      | 2  | Raphael Matos     | Luczo-Dragon Racing        | 95         | Baleset                | 15       | 0                    | 12   |
| 21      | 13 | E. J. Viso        | HVM Racing                 | 37         | Váltóhiba              | 18       | 0                    | 12   |
| 22      | 14 | Vitor Meira       | A. J. Foyt Enterprises     | 14         | Baleset Castroneves-el | 14       | 0                    | 12   |

## Bajnokság állása a verseny után
Pilóták bajnoki állása
| Pozíció | Pilóta           | Pontok |
| ------- | ---------------- | ------ |
| 1       | Tony Kanaan      | 100    |
| 2       | Ryan Briscoe     | 99     |
| 3       | Dario Franchitti | 96     |
| 4       | Scott Dixon      | 81     |
| 5       | Ryan Hunter-Reay | 74     |